# Terlina
Terlina – bilonowa moneta włoska o wartości 3 denarów, bita od XV do XVII w. w Mediolanie oraz innych mennicach włoskich.